# 駒井美信
駒井 美信（こまい よしのぶ、生没年不詳）とは、江戸時代の浮世絵師。

## 来歴
師系・経歴不明。作画期は宝暦から明和にかけての頃で、鈴木春信風の錦絵や肉筆画を描いているが、春信の門人だったかどうかは定かではない。『浮世絵師伝』は「画風春信に似たれども其が門人にはあらざるべし」と述べ、画系の項を空欄としている。錦絵は中判の美人画が多く、他に石摺絵も手がける。肉筆画は明和の頃の作が知られている。

## 作品
- 「階段で文読む男女」　中判錦絵　東洋文庫所蔵
- 「尺八を吹く若衆」　中判錦絵
- 「あふきや内まつかぜ」　中判錦絵　シカゴ美術館所蔵
- 「芝居桟敷」　中判錦絵　東京国立博物館所蔵　※伝駒井美信
- 「三曲」　中判錦絵　ボストン美術館所蔵
- 「鷺娘の夢」　同上
- 「将棋をさす男女」　同上
- 「三夕の内　定家」　同上
- 「縁先にて文読む二人遊女」　同上
- 「三夕の内　西行」　同上
- 「唐子と鶴」　同上
- 「富士を見る若い男」　同上
- 「十二月　弥生」　同上
- 「小倉山定家」　石摺絵
- 「松風と村雨」　肉筆　J・ヒリアー所蔵
- 「傘持つ若衆」　肉筆　ローレンス女史所蔵